# Top Model Sverige (mùa 4)
Mùa thứ tư của Top Model Sverige (hoặc Sveriges Nästa Top Model: Killar & Tjejer). Mà một số phụ nữ tranh giành danh hiệu Sveriges Nästa Top Model và một cơ hội để bắt đầu sự nghiệp của họ trong ngành người mẫu. Những thí sinh chung cuộc sẽ sống và cạnh tranh ở Cape Town.
Đây là mùa đầu tiên bao gồm 14 thí sinh, cũng như là mùa đầu tiên có các thí sinh nam. Đây cũng là mùa đầu tiên có 40 tập phát trong 10 tuần. Độ dài của tập phim cũng được rút ngắn từ 60 phút xuống còn 30 phút.
Người chiến thắng trong cuộc thi này là Feben Negash, 22 tuổi từ Sundbyberg. Cô giành được giải thưởng gồm một hợp đồng người mẫu với Stockholmsgruppen Models và lên ảnh bìa tạp chí cùng 10 trang biên tập cho Plaza Kvinna.

## Các thí sinh
(Tuổi tính từ ngày dự thi)
| Thí sinh | Thí sinh           | Tuổi | Chiều cao              | Quê quán    | Bị loại ở | Hạng |
| -------- | ------------------ | ---- | ---------------------- | ----------- | --------- | ---- |
|          | Fanny Karlsson     | 21   | 1,83 m (6 ft 0 in)     | Ludvika     | Tập 8     | 14   |
|          | Astrid Wesström    | 19   | 1,76 m (5 ft 9+1⁄2 in) | Stockholm   | Tập 12    | 13   |
|          | Sanel Dzubur       | 23   | 1,86 m (6 ft 1 in)     | Härnösand   | Tập 16    | 12   |
|          | David Lundin       | 20   | 1,90 m (6 ft 3 in)     | Sollentuna  | Tập 20    | 11   |
|          | Sebastian Lysén    | 22   | 1,90 m (6 ft 3 in)     | Falun       | Tập 24    | 10   |
|          | Joakim Journath    | 19   | 1,88 m (6 ft 2 in)     | Motala      | Tập 28    | 9    |
|          | Elzana Kadric      | 23   | 1,73 m (5 ft 8 in)     | Helsingborg | Tập 32    | 8    |
|          | Kevin Montero      | 25   | 1,83 m (6 ft 0 in)     | Jordbro     | Tập 34    | 7–6  |
|          | Jennifer Larsén    | 21   | 1,74 m (5 ft 8+1⁄2 in) | Tyresö      | Tập 34    | 7–6  |
|          | Kostas Vlastaras   | 21   | 1,83 m (6 ft 0 in)     | Malmö       | Tập 36    | 5    |
|          | Michael Gustafsson | 22   | 1,89 m (6 ft 2+1⁄2 in) | Arboga      | Tập 38    | 4    |
|          | Agnes Hedengård    | 18   | 1,80 m (5 ft 11 in)    | Arvika      | Tập 39    | 3    |
|          | Ellinor Bjurström  | 19   | 1,73 m (5 ft 8 in)     | Åkersberga  | Tập 40    | 2    |
|          | Feben Negash       | 22   | 1,71 m (5 ft 7+1⁄2 in) | Sundbyberg  | Tập 40    | 1    |

## Các tập

### Tuần 1
Khởi chiếu: 24, 25, 26, 27 tháng 2 năm 2014
Tập 1: Từ 5000 thí sinh đăng kí dự thi, 24 cô gái đã được đưa tới Nơi tổ chức sự kiện Hangaren Subtopia ở Botkyrka để bắt đầu cuộc thi. Họ đã sải bước catwalk và được yêu cầu tự giới thiệu bản thân trước mặt Caroline & Jonas, trước khi được yêu cầu quay trở lại vị trí cũ hoặc tới một tấm thảm màu đỏ bên cạnh. Kết quả là 12 cô gái đang đứng trên tấm thảm đỏ đã không để lại ấn tượng tốt nhất với Caroline & Jonas nên họ đã ngay lập tức phải tự trang điểm cho buổi chụp hình tạo dáng trong một lần bấm máy. Kết quả cuối cùng là 6 cô gái đã bị loại.
Tập 2: Ngày hôm sau, 18 cô gái còn lại đã phải để mặt mộc tự nhiên, trước khi gặp Jonas & nhiép ảnh gia Fredrik Wannerstedt cho buổi chụp hình đầu tiên hóa thân thành Eva ở vườn địa đàng và phải lựa chọn tạo dáng giữa một trong ba đạo cụ: một con rắn, một quả táo và một chiếc lá. Mọi người đều chọn con rắn nhưng Feben chỉ chọn 1 quả táo để chụp hình. Sau đó, Jonas nói với các cô gái rằng ngày hôm sau sẽ loại thêm 4 người nữa.
Tập 3: Ngày tiếp theo, 18 cô gái còn lại đã có một buổi phỏng vấn với ban giám khảo và khách mời Jenny Mardell từ quản lí người mẫu Stockholmsgruppen Models. Sau đó, Caroline công bố tên của 14 cô gái được bước vào vòng trong và thông báo rằng họ sẽ tới Sân bay Stockholm-Arlanda.
Tập 4: 14 cô gái còn lại được đưa đến Sân bay Stockholm-Arlanda và háo hức khi biết rằng họ sẽ được đến Cape Town. Trên đường đi thì họ đã dừng lại ở Frankfurt và đã gặp Jonas & Nina ở một nhà để máy bay. Sau đó, họ đã sốc khi biết được sẽ chỉ có 7 người được tiếp tục cuộc thi, trước khi có buổi chụp hình tiếp theo với những gì họ có trong vali của họ. Kết quả là 7 cô gái đã được chọn và sẽ được bay khoang hạng nhất đến Cape Town.

### Tuần 2
Khởi chiếu: 3, 4, 5, 6 tháng 3 năm 2014
Tập 5: 7 cô gái đã bay đến Cape Town và được di chuyển tới ngôi nhà chung của họ. Sau đó, họ đã được gặp 7 thí sinh nam và bất ngờ khi biết được họ sẽ thi đấu cùng với mình. Ngày hôm sau, Caroline & Jonas đến gặp 14 thí sinh tại ngôi nhà chung cho thử thách trình diễn thời trang trong đồ bơi, khi các chàng trai và cô gái được yêu cầu chọn ra 3 người đại diện cho mỗi đội và từng người mỗi bên sẽ đi cùng nhau để so sánh ai thể hiện tốt hơn. Cuối cùng, các cô gái giành chiến thắng và họ nhận được đi xem buổi chụp hình của các thí sinh nam vào ngày mai.
Tập 6: Ngày tiếp theo, các thí sinh được gặp Caroline & Nina tại một vùng trảng cỏ cho buổi chụp hình đầu tiên của các chàng trai khi họ sẽ được hóa thân thành một loài động vật cụ thể. Nhưng trước đó, Caroline công bố định dạng loại trừ mới là sẽ một chàng trai và một cô gái thể hiện tốt nhất trong buổi chụp hình mỗi tuần và nếu chàng trai có phần thể hiện tốt hơn trong 2 người thì sẽ chỉ có các cô gái đối mặt với việc bị loại và ngược lại. Quay về ngôi nhà chung, các thí sinh nhận được một phong bì ảnh và đó là tấm hình của Joakim, có nghĩa là Joakim là người có tấm ảnh đẹp nhất trong buổi chụp hình vừa rồi.
| Thí sinh  | Con vật     |
| --------- | ----------- |
| David     | Linh dương  |
| Joakim    | Con báo     |
| Kevin     | Hổ          |
| Kostas    | Hươu cao cổ |
| Mike      | Ngựa vằn    |
| Sanel     | Báo săn     |
| Sebastian | Rắn         |

Tập 7: Ngày hôm sau, các thí sinh được gặp Jonas & Nina tại một vùng trảng cỏ cho buổi chụp hình tiếp theo của các cô gái khi họ sẽ được tạo dáng cùng với một con sư tử con. Quay về ngôi nhà chung, các thí sinh nhận được một phong bì ảnh và đó là tấm hình của Feben, có nghĩa là Feben là người có tấm ảnh đẹp nhất trong buổi chụp hình vừa rồi.
Tập 8: Vào buổi đánh giá ngày kế tiếp, sau khi tất cả các thí sinh được đánh giá thì Feben & Joakim được yêu cầu bước lên để ban giám khảo thảo luận một lần cuối. Caroline sau đó tiết lộ rằng Joakim có bức ảnh tốt nhất trong hai người nên các thí sinh nam đều an toàn và Kostas nên may mắn vì anh là người có tấm ảnh tệ nhất trong các chàng trai. Kết quả là Feben được gọi tên đầu tiên còn Fanny là thí sinh đầu tiên bị loại, mặc cho Astrid muốn nhường cơ hội của mình cho cô.

### Tuần 3
Khởi chiếu: 10, 11, 12, 13 tháng 3 năm 2014
Tập 9: 13 thí sinh còn lại được gặp Jonas & nhà tạo mẫu Corinne Henriksson tại salon Marios Company Hair để nhận diện mạo mới của họ. Nhưng họ không biết rằng đây cũng là thử thách tiếp theo để kiểm tra sự chuyên nghiệp của họ và ai có thể làm quen với kiểu tóc mới tốt nhất. Kết quả là Feben là người chuyên nghiệp nhất.
Tập 10: Ngày hôm sau, các thí sinh được gặp Jonas, Nina & nhà thiết kế Panos Papadopoulos tại một khu rừng cho buổi chụp hình tiếp theo của các cô gái cho nước hoa Panos Emporio, khi họ phải tỏ ra lãng mạn và thanh lịch trong khi ngồi trên một chiếc xích đu được làm từ hoa. Với việc Feben giành chiến thắng thử thách ngày hôm qua thì các cô gái hôm nay sẽ được chụp hình trên đất liền. Quay về ngôi nhà chung, các cô gái nhận được một túi quà từ Panos Emporio, trước khi các thí sinh nhận được một phong bì ảnh và đó là tấm hình của Elzana, có nghĩa là Elzana là người có tấm ảnh đẹp nhất trong buổi chụp hình vừa rồi.
Tập 11: Ngày tiếp theo, các thí sinh được gặp Caroline, Nina & nhà thiết kế Panos Papadopoulos tại một hồ nước cho buổi chụp hình tiếp theo của các chàng trai cho đồ bơi Panos Emporio, khi họ phải tỏ ra năng động và thanh lịch khi cưỡi trên lướt ván trên hồ và tạo dáng trên thuyền canô. Quay về ngôi nhà chung, các chàng trai nhận được một túi nước hoa từ Panos Emporio, trước khi các thí sinh nhận được một phong bì ảnh và đó là tấm hình của Kostas, có nghĩa là Kostas là người có tấm ảnh đẹp nhất trong buổi chụp hình vừa rồi.
Tập 12: Vào buổi đánh giá ngày hôm sau với sự xuất hiện của giám khảo khách mời là Panos Papadopoulos, sau khi tất cả các thí sinh được đánh giá thì Elzana & Kostas được yêu cầu bước lên để ban giám khảo thảo luận một lần cuối. Caroline sau đó tiết lộ rằng Kostas có bức ảnh tốt nhất trong hai người và sẽ nhận được một hợp đồng quảng cáo với Panos Emporio trị giá 300.000kr, cùng với việc các thí sinh nam đều an toàn và Kevin nên may mắn vì anh là người có tấm ảnh tệ nhất trong các chàng trai. Kết quả là Elzana được gọi tên đầu tiên còn Astrid là thí sinh tiếp theo bị loại.

### Tuần 4
Khởi chiếu: 17, 18, 19, 20 tháng 3 năm 2014
Tập 13: Jonas & chuyên gia trang điểm Gabriel Almodovar đến gặp 12 thí sinh còn lại tại ngôi nhà chung để được trang điểm từ đội ngũ Maybelline, trước khi được đưa tới cửa hàng quần áo Sam South African Market. Sau đó, họ phải cởi đồ ra cho thử thách trả lời 6 câu hỏi liên quan đến ngành thời trang và mỗi câu trả lời đúng là họ sẽ mua được một món đồ để mặc. Với những câu trà lời đúng họ ghi được, các thí sinh có 15 phút để phối đồ theo phong cách mùa hè thời thượng và phải phù hợp với gương mặt trang điểm của họ. Kết quả là Elzana chiến thắng thử thách và sẽ được làm trợ lí của Jonas cho sự kiện sắp tới của Maybelline.
Tập 14: Ngày hôm sau, các thí sinh được gặp Caroline, Nina & chuyên gia trang điểm Gabriel Almodovar tại một nhà máy bỏ hoang cho buổi chụp hình tiếp theo của các chàng trai cho kem BB của Maybelline, khi họ hóa thân thành vận động viên thể dục trên vòng treo. Quay về ngôi nhà chung, các chàng trai nhận được một túi mỹ phẩm từ Maybelline, trước khi các thí sinh nhận được một phong bì ảnh và đó là tấm hình của Sebastian, có nghĩa là Sebastian là người có tấm ảnh đẹp nhất trong buổi chụp hình vừa rồi.
Tập 15: Ngày tiếp theo, các thí sinh được gặp Jonas, Nina & chuyên gia trang điểm Gabriel Almodovar dưới chân cầu Foreshore Freeway cho buổi chụp hình tiếp theo của các cô gái cho mascara của Maybelline, khi họ phải tỏ ra biểu cảm mạnh mẽ qua đôi mắt trong khi lơ lửng trên không dưới cây cầu. Quay về ngôi nhà chung, các cô gái nhận được một túi mỹ phẩm từ Maybelline, trước khi các thí sinh nhận được một phong bì ảnh và đó là tấm hình của Agnes, có nghĩa là Agnes là người có tấm ảnh đẹp nhất trong buổi chụp hình vừa rồi.
Tập 16: Vào buổi đánh giá ngày hôm sau với sự xuất hiện của giám khảo khách mời là Gabriel Almodovar, sau khi tất cả các thí sinh được đánh giá thì Agnes & Sebastian được yêu cầu bước lên để ban giám khảo thảo luận một lần cuối. Caroline sau đó tiết lộ rằng Agnes có bức ảnh tốt nhất trong hai người và sẽ được xuất hiện trong chiến dịch quảng cáo cho Maybelline trị giá 100.000kr, cùng với việc các thí sinh nữ đều an toàn và Elzana nên may mắn vì cô là người có tấm ảnh tệ nhất trong các cô gái. Kết quả là Sebastian được gọi tên đầu tiên còn Sanel là thí sinh tiếp theo bị loại.

### Tuần 5
Khởi chiếu: 24, 25, 26, 27 tháng 3 năm 2014
Tập 17: 11 thí sinh còn lại đã có thử thách chụp hình theo đội giới tính của mình.
Tập 18: Những chàng trai còn lại đã có buổi chụp hình tiếp theo cho sản phẩm tóc Matrix, lần này họ sẽ hóa thân thành DJ cho bữa tiệc. Sau buổi chụp hình, Joakim là người có tấm hình đẹp nhất trong nhóm.
Tập 19: Các cô gái đã có buổi chụp hình tiếp theo cho sản phẩm tóc Matrix, lần này họ sẽ phải tạo dáng trên chiếc giường chứa cây bạch dương. Sau buổi chụp hình, Ellinor là người có tấm hình đẹp nhất trong nhóm.
Tập 20: Ở buổi đánh giá có sự xuất hiện giám khảo khách mời là Corinne Henriksson, Ellinor có tấm ảnh đẹp nhất nên không những cô đã giúp cho các thí sinh nữ an toàn, mà cô còn được xuất hiện trong chiến dịch quảng cáo cho Matrix cùng với 1 năm sử dụng sản phẩm tóc và còn nhận được 1 chuyến đi tới New York, còn David là thí sinh tiếp theo bị loại.

### Tuần 6
Khởi chiếu: 31 tháng 3 / 1, 2, 3 tháng 4 năm 2014
Tập 21: 10 thí sinh còn lại đã có thử thách nhảy để xem cách họ sử dụng cơ thể và kết quả là Kevin chiến thắng thử thách. Kể từ tuần này, họ sẽ thi đấu theo cặp nên Kevin có quyền chọn 1 người từ đội nữ để bắt cặp, và còn được quyết định giường của các thí sinh khác. Sau đó, họ được nhận 1 cuộc gọi điện từ nhà.
| Cặp                  |
| -------------------- |
| Agnes & Joakim       |
| Elzana & Michael     |
| Ellinor & Kostas     |
| Feben & Kevin        |
| Jennifer & Sebastian |

Tập 22: Họ đã có thử thách quảng cáo cho giày Crocs theo cặp, trong khi họ phải quay cùng với cá sấu Châu Phi. Feben & Kevin chiến thắng thử thách và sẽ được xuất hiện trên catalog mùa hè cho Crocs cùng với việc nhận thêm thêm 50 lần bấm máy cho buổi chụp hình lần này.
Tập 23: Các thí sinh còn lại tham gia vào buổi chụp hình trong trang phục Neon và nhảy trên bạt lò xo theo cặp cho giày Crocs.
Tập 24: Ở buổi đánh giá, Ellinor & Kostas có tấm ảnh đẹp nhất nên sẽ được xuất hiện trong chiến dịch quảng cáo cho Crocs, còn Sebastian là thí sinh tiếp theo bị loại.

### Tuần 7
Khởi chiếu: 7, 8, 9, 10 tháng 4 năm 2014
Tập 25: 9 thí sinh còn lại đã có thử thách chụp ảnh selfie quảng cáo cho sơn móng tay Maybelline. Ellinor chiến thắng thử thách và nhận được 1 túi quà tặng từ Maybelline.
Tập 26: Các thí sinh được gặp 2 blogger thời trang là Chloe Schuterman & Nicole Faciani trước khi có thử thách tạo dáng ở vài nơi trong nhà, cùng với việc quay video làm đẹp của mình. Kết quả là Agnes, Jennifer & Joakim chiến thắng thử thách và nhận được thêm 50 lần bấm máy cho buổi chụp hình sắp tới.
Tập 27: Các thí sinh còn lại được đưa tới Tượng đài Ngôn ngữ Afrikaans ở Western Cape cho buổi chụp hình trắng đen về vấn đề BDSM theo cặp.
Tập 28: Ở buổi đánh giá, Ellinor & Kostas có tấm ảnh đẹp nhất còn Joakim là thí sinh tiếp theo bị loại.

### Tuần 8
Khởi chiếu: 14, 15, 16, 17 tháng 4 năm 2014
Tập 29: 8 thí sinh còn lại có thử thách chụp hình hoán đổi giới tính từ nam thành nữ và nữ sang nam. Kevin chiến thắng thử thách và nhận được 1 năm sử dụng sản phẩm và dịch vụ từ Matrix, cùng với việc anh chọn Ellinor cho phần thưởng nữa là một bữa tối lãng mạn. Đồng thời tất cả sẽ được bắt cặp với người khác cho buổi chụp hình tuần này.
Tập 30: Các thí sinh được đưa đến bãi biển Muizenberg cho thử thách chụp hình cho Pelle P., trong khi họ sẽ phải chụp hình lẫn nhau. Ellinor & Kevin chiến thắng thử thách và nhận được 1 túi quần áo từ Pelle P. trị giá 10.000kr cùng với thêm 50 lần bấm máy cho buổi chụp hình sắp tới.
Tập 31: Các thí sinh còn lại tham gia vào buổi chụp hình trên thuyền theo cặp cho Pelle P..
Tập 32: Ở buổi đánh giá, Feben & Kostas có tấm hình đẹp nhất nên sẽ được xuất hiện trên catalog của Pelle P. cùng với trang phục trị giá 40.000kr từ hàng quần áo, còn Elzana là thí sinh tiếp theo bị loại

### Tuần 9
Khởi chiếu: 21, 22, 23, 24 tháng 4 năm 2014
Tập 33: Tại ngôi nhà người mẫu, 7 thí sinh còn lại được thông báo là hãy xếp hành lí đến thành phố mới. Tại đó, họ đã có thử thách casting ở một vài nơi. Kết quả là Jennifer chiến thắng thử thách.
Tập 34: Các thí sinh có buổi chụp hình của họ là hóa thân thành một người mẫu nằm giữa cánh đồng hoang và muốn du lịch quá giang đến nơi họ muốn đến. Ở buổi đánh giá, Michael được coi là người làm tốt nhất trong tuần, trong khi Ellinor, Jennifer và Kevin ở cuối bảng. Caroline tiết lộ rằng Kevin bị loại đầu tiên, để Ellinor và Jennifer ở cuối bảng. Nhưng Caroline quyết định Ellinor sẽ được an toàn còn Jennifer được gửi về nhà thu dọn đồ đạc với Kevin.
Tập 35: 5 thí sinh còn lại được đưa tới một đụn cát trắng cho buổi chụp hình tạo dáng cho Maybelline.
Tập 36: 5 thí sinh quay về ngôi nhà chung và họ nhận được thư từ người thân của mình. Ở buổi đánh giá có sự xuất hiện giám khảo khách mời là Gabriel Almodovar, Ellinor có tấm hình đẹp nhất nên cô sẽ được tham dự New York Fashion Week tại New York từ Maybelline, còn Kostas là thí sinh tiếp theo bị loại.

### Tuần 10
Khởi chiếu: 28, 29, 30 tháng 4 / 1 tháng 5 năm 2014
Tập 37: 4 thí sinh còn lại được đưa đến một trường tiểu học tại Langa và tham gia vào buổi chụp hình cho tổ chức từ thiện Project Playground cho trẻ em có hoàn cảnh khó khăn, khi họ sẽ tạo dáng cùng với những trẻ em trong khi bị chúng in bàn tày dính sơn lên người. Sau buổi chụp hình, họ đã có một buổi nói chuyện với Frida Vesterberg trước khi quay về ngôi nhà chung.
Tập 38: Họ đã có thử thách cuối cùng là quay quảng cáo cho kem tẩy lông Veet, Ellinor chiến thắng thử thách và sẽ được xuất hiện trong chiến dịch quảng cáo cho Veet. Tại buổi đánh giá, Ellinor có tấm ảnh đẹp nhất còn Michael là thí sinh tiếp theo bị loại.
Tập 39: 3 cô gái còn lại tham gia chụp ảnh cho ảnh bìa Plaza Kvinna do các biên tập viên Jennie Birgmark và Malin Lundberg thực hiện. Không có thứ tự gọi ra, Caroline tuyên bố rằng Agnes đã bị loại, đồng nghĩa với việc là Ellinor và Feben là top 2.
Tập 40: Ngày hôm sau, Ellinor & Feben đã có buổi chụp hình cuối cùng cho 10 trang biên tập của tạp chí Plaza Kvinna. Vào buổi đánh giá cuối cùng, Feben đã trở thành quán quân thứ tư của Top Model Sverige.

## Thứ tự gọi tên
| 1  | Astrid   | Joakim                              | Kostas                               | Agnes                  | Ellinor              | Ellinor Kostas | Ellinor Kostas | Feben Kostas | Michael  | Ellinor | Ellinor | Ellinor Feben | Feben   |  |  |  |  |  |  |  |  |  |  |  |  |  |  |  |  |  |
| 2  | Agnes    | David Kevin Michael Sanel Sebastian | David Joakim Michael Sanel Sebastian | Ellinor Feben Jennifer | Agnes Feben Jennifer | Ellinor Kostas | Ellinor Kostas | Feben Kostas | Feben    | Agnes   | Agnes   | Ellinor Feben | Ellinor |  |  |  |  |  |  |  |  |  |  |  |  |  |  |  |  |  |
| 3  | Feben    | David Kevin Michael Sanel Sebastian | David Joakim Michael Sanel Sebastian | Ellinor Feben Jennifer | Agnes Feben Jennifer | Feben          | Agnes          | Agnes        | Agnes    | Feben   | Feben   | Agnes         |         |  |  |  |  |  |  |  |  |  |  |  |  |  |  |  |  |  |
| 4  | Fanny    | David Kevin Michael Sanel Sebastian | David Joakim Michael Sanel Sebastian | Ellinor Feben Jennifer | Agnes Feben Jennifer | Kevin          | Kevin          | Michael      | Kostas   | Michael | Michael |               |         |  |  |  |  |  |  |  |  |  |  |  |  |  |  |  |  |  |
| 5  | Elzana   | David Kevin Michael Sanel Sebastian | David Joakim Michael Sanel Sebastian | Elzana                 | Elzana               | Agnes          | Elzana         | Ellinor      | Ellinor  | Kostas  |         |               |         |  |  |  |  |  |  |  |  |  |  |  |  |  |  |  |  |  |
| 6  | Jennifer | David Kevin Michael Sanel Sebastian | David Joakim Michael Sanel Sebastian | Sebastian              | Joakim               | Joakim         | Jennifer       | Kevin        | Jennifer |         |         |               |         |  |  |  |  |  |  |  |  |  |  |  |  |  |  |  |  |  |
| 7  | Ellinor  | Kostas                              | Kevin                                | Kostas                 | Michael              | Elzana         | Feben          | Jennifer     | Kevin    |         |         |               |         |  |  |  |  |  |  |  |  |  |  |  |  |  |  |  |  |  |
| 8  |          | Feben                               | Elzana                               | David                  | Sebastian            | Michael        | Michael        | Elzana       |          |         |         |               |         |  |  |  |  |  |  |  |  |  |  |  |  |  |  |  |  |  |
| 9  |          | Agnes                               | Ellinor                              | Kevin                  | Kevin                | Jennifer       | Joakim         |              |          |         |         |               |         |  |  |  |  |  |  |  |  |  |  |  |  |  |  |  |  |  |
| 10 |          | Elzana                              | Feben                                | Joakim                 | Kostas               | Sebastian      |                |              |          |         |         |               |         |  |  |  |  |  |  |  |  |  |  |  |  |  |  |  |  |  |
| 11 |          | Ellinor                             | Agnes                                | Michael                | David                |                |                |              |          |         |         |               |         |  |  |  |  |  |  |  |  |  |  |  |  |  |  |  |  |  |
| 12 |          | Jennifer                            | Jennifer                             | Sanel                  |                      |                |                |              |          |         |         |               |         |  |  |  |  |  |  |  |  |  |  |  |  |  |  |  |  |  |
| 13 |          | Astrid                              | Astrid                               |                        |                      |                |                |              |          |         |         |               |         |  |  |  |  |  |  |  |  |  |  |  |  |  |  |  |  |  |
| 14 |          | Fanny                               |                                      |                        |                      |                |                |              |          |         |         |               |         |  |  |  |  |  |  |  |  |  |  |  |  |  |  |  |  |  |

     Thí sinh có tấm ảnh đẹp nhất và được miễn loại cho đội giới tính của mình
     Thí sinh được miễn loại vì 1 thành viên trong đội giới tính của mình có tấm ảnh đẹp nhất
     Thí sinh sẽ bị loại trong đội giới tính của mình
     Thí sinh bị loại
     Thí sinh được vào vòng tiếp theo
     Thí sinh chiến thắng cuộc thi
- Ở tập 4, 7 thí sinh nữ đã được chọn vào cuộc thi chính.
- Trong tập 5, có 7 thí sinh nam đã được theo dõi riêng biệt một cách bí mật. Những thí sinh này không bao giờ đi qua các vòng casting. Tổng số thí sinh được hợp nhất vào tập này.
- Bắt đầu từ tập 8, một định dạng loại trừ mới được thực hiện trong chương trình. Nếu một trong những thí sinh nam nhận được bức ảnh đẹp nhất, thì tất cả các thí sinh nam đều không bị loại trừ. Kết quả là, chỉ có những thí sinh nữ để loại. Đổi lại, nếu một người phụ nữ nhận được bức ảnh đẹp nhất, cô ấy đã được bảo vệ cho tất cả các thí sinh nữ, và chỉ có những thí sinh nam để loại.
- Trong tập 8, Astrid đã tự nguyện dừng cuộc thi để có thể cứu Fanny nhưng không thể sau khi Caroline giải thích rằng quyết định của các giám khảo là cuối cùng.
- Bắt đầu từ tập 21, các thí sinh thi đấu theo cặp; Sau đó họ đã được đánh giá riêng sau khi một cặp nhận được bức ảnh đẹp nhất.
- Bắt đầu từ tập 33, các thí sinh thi đấu cá nhân.
- Trong tập 34, Ellinor, Kevin & Jennifer rơi vào cuối bảng sau khi chụp ảnh. Kevin đã bị loại trước, trong khi Ellinor và Jennifer vẫn ở cuối bảng. Jennifer đã bị loại sau đó.
- Trong tập 39, không có thứ tự gọi tên nào; Agnes đã bị loại sau buổi chụp ảnh bìa.

### Buổi chụp hình
Nam
- Tập 6: Bản năng động vật ở vùng Savan
- Tập 11: Tạo dáng trên du thuyền và máy bay phản lực cho Panos Emporio
- Tập 14: Vận động viên thể dục treo trên vòng
- Tập 18: DJ của bữa tiệc
- Tập 23: Trang phục Neon trên bạt lò xo theo cặp
- Tập 27: Ảnh trắng đen BDSM theo nhóm và cặp
- Tập 31: Du ngoạn trên thuyền theo cặp cho Pelle P.
- Tập 34: Xin đi nhờ đến các thành phố khác
- Tập 35: Đi dạo trên đụn cát cho Maybelline
- Tập 37: Bao phủ đầy sơn và trẻ em cho Project Playground

Nữ
- Tập 1: Tạo dáng đơn giản (Casting)
- Tập 2: Eva ở Vườn địa đàng (Casting)
- Tập 4: Tạo dáng với những gì trong hành lí của họ (Casting)
- Tập 7: Tạo dáng cùng với sư tử con
- Tập 10: Ngồi trên chiếc xích đu hoa trong vườn cho Panos Emporio
- Tập 15: Lơ lửng ở dưới cầu cho Maybelline
- Tập 19: Tạo dáng trên giường chứa cây bạch dương
- Tập 23: Trang phục Neon trên bạt lò xo theo cặp
- Tập 27: Ảnh trắng đen BDSM theo nhóm và cặp
- Tập 31: Du ngoạn trên thuyền theo cặp cho Pelle P.
- Tập 34: Xin đi nhờ đến các thành phố khác
- Tập 35: Đi dạo trên đụn cát cho Maybelline
- Tập 37: Bao phủ đầy sơn và trẻ em cho Project Playground
- Tập 39: Ảnh bìa tạp chí Plaza Kvinna
- Tập 40: Trang biên tập cho tạp chí Plaza Kvinna